# Травес
Травес (итал. Traves) — коммуна в Италии, располагается в регионе Пьемонт, в провинции Турин.
Население составляет 545 человек (2008 г.), плотность населения составляет 55 чел./км². Занимает площадь 11 км². Почтовый индекс — 10070. Телефонный код — 0123.
Покровителем коммуны почитается святой апостол Пётр в веригах (San Pietro in Vincoli), празднование в первые выходные августа, и святая Бландина, празднование 2 июня.

## Демография
Динамика населения:

## Администрация коммуны
- Официальный сайт: http://www.traves.info/ Архивная копия от 24 марта 2012 на Wayback Machine